# São Pedro do Piauí
São Pedro do Piauí est une municipalité brésilienne située dans l'État du Piauí.